# Vollkornbrot

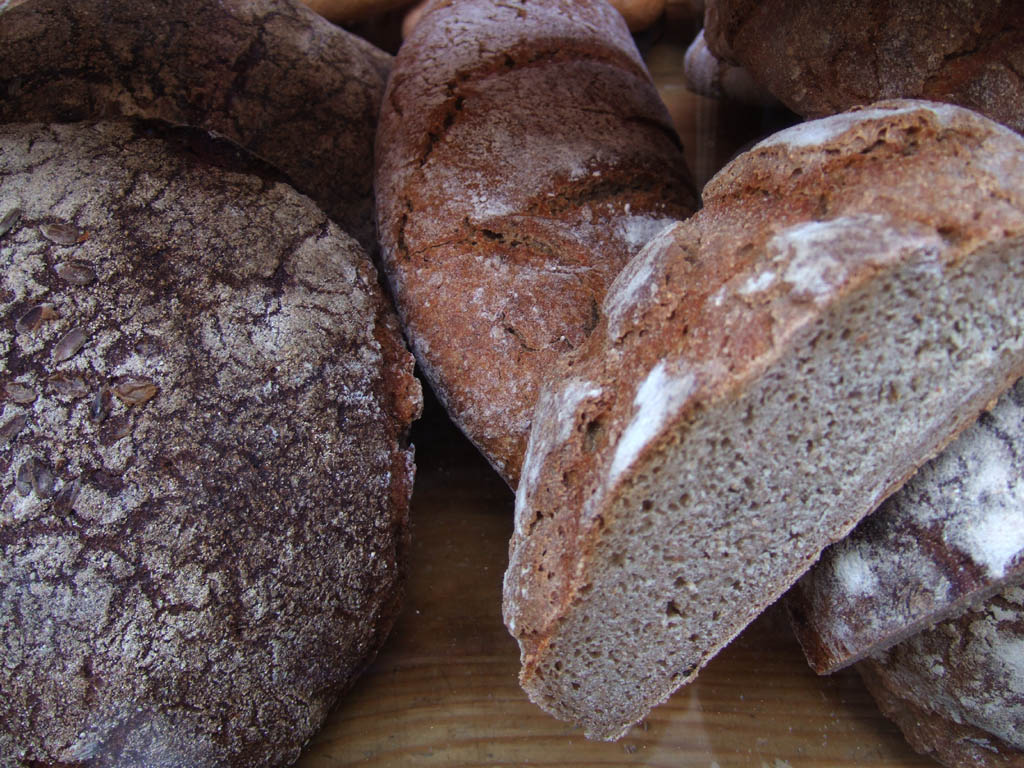
Vollkornbrot

Vollkornbrot ist Brot aus geschrotetem oder gemahlenem Vollkorngetreide (in der Regel Roggen oder Weizen). Weitere Zutaten sind Wasser, Hefe und/oder Sauerteig (Säuerungsmittel), Salz und möglicherweise Gewürze oder Sirup. Im deutschsprachigen europäischen Raum ist Vollkornbrot in vielfältigen Varianten, die sich in Form, Struktur und Geschmack unterscheiden, erhältlich.

## Gesetzliche Bestimmungen

### Deutsches und österreichisches Lebensmittelrecht
Nach deutschem Lebensmittelrecht (Leitsätze für Brot und Kleingebäck des Deutschen Lebensmittelbuches) gilt:
- Weizenvollkornbrot wird aus mindestens 90 Prozent[4] Weizenvollkornerzeugnissen hergestellt.
- Roggenvollkornbrot wird aus mindestens 90 Prozent[4] Roggenvollkornerzeugnissen hergestellt. Die zugesetzte Säuremenge stammt zu mindestens zwei Dritteln aus Sauerteig.
- Hafervollkornbrot (oder Vollkornbrote mit anderen Getreidearten) wird aus mindestens 20 Prozent Hafervollkornerzeugnissen, insgesamt zu mindestens 90 Prozent[4] aus Vollkornerzeugnissen, hergestellt. Entsprechendes gilt für Vollkornbrote mit Bezeichnungen von anderen Getreidearten (z. B. Gerstenvollkornbrot). Die zugesetzte Säuremenge stammt zu mindestens zwei Dritteln aus Sauerteig.
- Vollkornbrot wird aus mindestens 90 Prozent[4] Roggen- und Weizenvollkornerzeugnissen in beliebigem Verhältnis zueinander hergestellt. Die zugesetzte Säuremenge stammt zu mindestens zwei Dritteln aus Sauerteig.

Den Leitsätzen des Deutschen Lebensmittelbuches entspricht in Österreich der Codex Alimentarius Austriacus. Vollkornbrot wird aus Vollschrot (Vollkornschrot) oder auch Vollmehl (Vollkornmehl) hergestellt. Beimengung anderer Mehle geeigneter Typen sind bis zu 10 % anderer Mahl- und Schälprodukte zulässig. Der Begriff „Vollwert“ bezieht sich auf eine bestimmte Ernährungsweise und wird als Bezeichnung für Backwaren nicht verwendet.

### Konservierungsstoffe
- Deutschland: Konservierungsstoffe sind nur in abgepacktem Schnittbrot zugelassen.
- Schweiz: Normalbrot ist Brot, das ausschließlich aus Normalmehl (Weizenmehl), Wasser, Salz sowie Backhefe oder Sauerteig hergestellt wird (Lebensmittelverordnung LMV Art. 143 Abs. 1). Sobald anderes Mehl zum Einsatz kommt oder Zutaten wie Milch, Fett oder Früchte zugesetzt werden, handelt es sich um ein Spezialbrot (LMV Art. 143 Abs. 2). Nur in Spezialbrot ist der Einsatz der Konservierungsmittel Propionsäure und ihrer Salze (E210-213) sowie Ethanol erlaubt. Die im Anhang 1 der Zusatzstoffverordnung festgelegten Höchstmengen betragen 3 g Propionsäure sowie 12 g Ethanol pro kg Mehl.

## Begriffe
Seit den 1970er Jahren hat sich der Begriff beim Verbraucher geändert. Bis dahin galt als Vollkornbrot nur Brot aus Schrot und Körnern, während heute auch Produkte aus ausgemahlenem Vollgetreide Vollkornbrot genannt werden dürfen.
Der Begriff Schwarzbrot hat sich im norddeutschen Sprachraum als Synonym für ein Produkt aus Schrot und Korn festgesetzt, was aber nicht immer bedeutet, dass es sich um echtes Vollkornbrot handelt. In den 1970er Jahren etwa wurde der Name gerne für Produkte verwendet, welche aus Getreide ohne Keimling hergestellt wurden und dadurch lagerfähig waren.
(Weizen-)Vollkornbrot mit einer Zugabe von ganzen Kürbiskernen wird als Kürbiskernbrot bezeichnet. 
Kürbiskernbrot enthält als Teigzutat und Streumaterial reife, geschälte, gereinigte, flachovale, grünliche Kürbiskerne, der Qualität „Shine skin / Rough Edge Grade 17“, mit einem Reinheitsgrad von min. 99,98 %, ohne Zusatzstoffe vakuumverpackt. Kürbiskernbrot muss mindestens 8 % der namengebenden, nicht entfetteten Ölsaaten enthalten.

## Inhaltsstoffe
Vollkornmehl und -schrot enthalten mehr Eiweiß, Fett, Vitamine (etwa Vitamin B und Vitamin E), Mineralstoffe und Sekundäre Pflanzenstoffe als typisiertes Mehl. Um das im Vergleich zu typisiertem Mehl schnellere Verderben und den Abbau von Vitaminen und Pflanzenstoffen zu vermeiden, sollte Vollkornmehl möglichst frisch verarbeitet werden. Hintergrund ist die hohe Enzymaktivität, die die Fette des Keimlings im Mehl abbaut und damit ranzig macht.
Bei Vollkornbrot sollte nach Getreideart unterschieden werden:
| Vollkornbrot aus …  | Weizen | Roggen |
| ------------------- | ------ | ------ |
| Energiegehalt/100 g | 844 kJ | 818 kJ |
| Wasser              | 42,5 g | 43,7 g |
| Eiweiß              | 7,0 g  | 6,8 g  |
| Fett                | 0,9 g  | 1,2 g  |
| Kohlenhydrate       | 40,7 g | 38,7 g |
| Ballaststoffe       | 7,4 g  | 8,1 g  |
| Mineralstoffe       | 1,5 g  | 1,5 g  |